# Caupolicana
Caupolicana är ett släkte av bin. Caupolicana ingår i familjen korttungebin.

## Bildgalleri

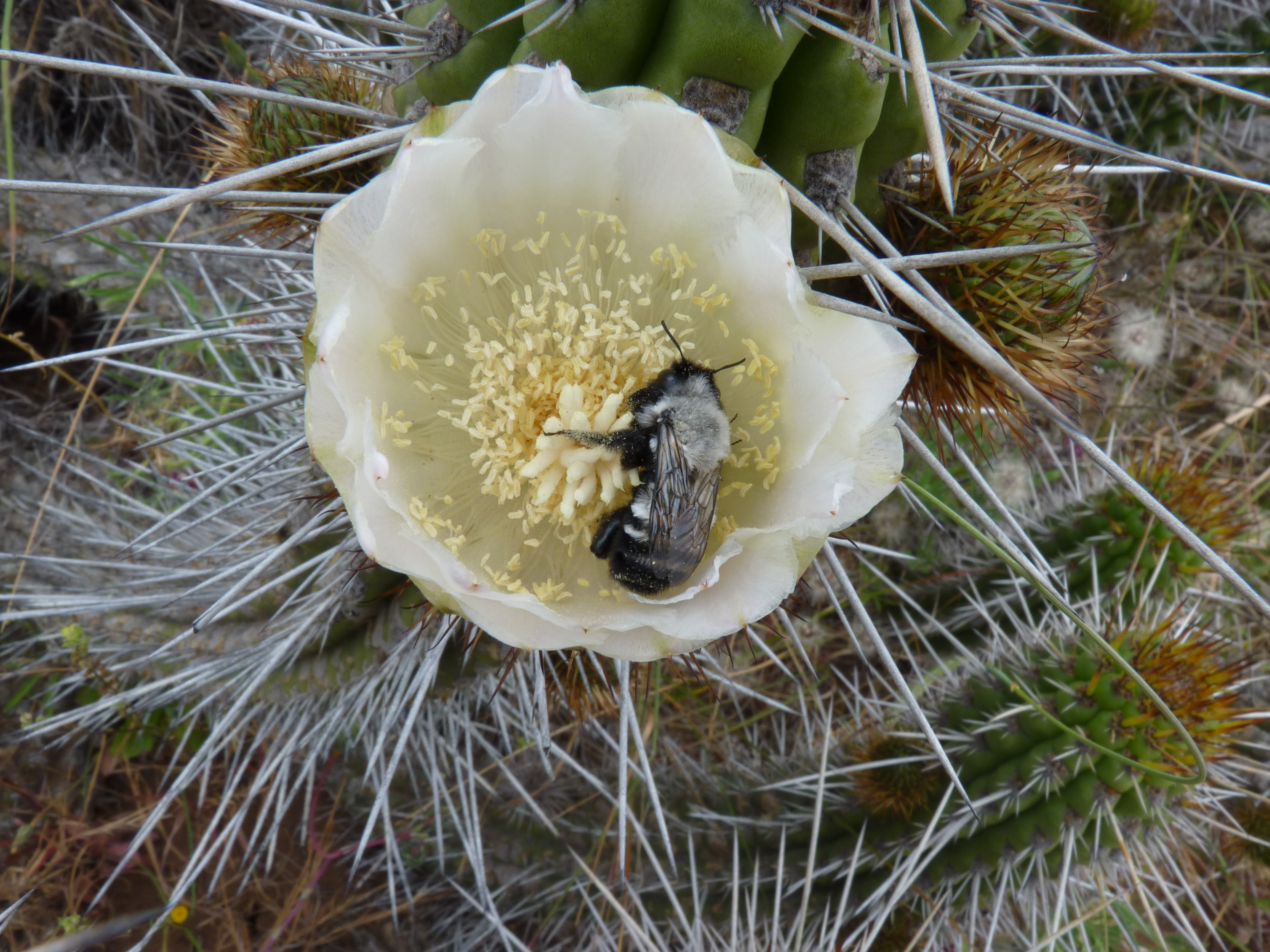

## Dottertaxa tillCaupolicana, i alfabetisk ordning[1]
- Caupolicana adusta
- Caupolicana albiventris
- Caupolicana bicolor
- Caupolicana curvipes
- Caupolicana dimidiata
- Caupolicana egregia
- Caupolicana electa
- Caupolicana evansi
- Caupolicana floridana
- Caupolicana friesei
- Caupolicana fulvicollis
- Caupolicana funebris
- Caupolicana gaullei
- Caupolicana gayi
- Caupolicana hirsuta
- Caupolicana lugubris
- Caupolicana mendocina
- Caupolicana mystica
- Caupolicana nigrescens
- Caupolicana nigriventris
- Caupolicana niveofasciata
- Caupolicana notabilis
- Caupolicana ocellata
- Caupolicana ochracea
- Caupolicana peruviana
- Caupolicana piurensis
- Caupolicana pubescens
- Caupolicana quadrifasciata
- Caupolicana ruficollis
- Caupolicana smithiana
- Caupolicana specca
- Caupolicana steinbachi
- Caupolicana subaurata
- Caupolicana vestita
- Caupolicana weyrauchi
- Caupolicana wilsoni
- Caupolicana yarrowi